# ミッドナイトミュージックダンク
ミッドナイトミュージックダンク（みっどないとみゅーじっくだんく）はニッポン放送で1995年5月1日から11月30日まで放送されたラジオ番組。放送時間帯は月曜-木曜の24:00-25:00。

## 概要
前番組の『伊集院光のOh!デカナイト』24:00 - 25:00 の1時間帯の後継番組。パーソナリティは当時ニッポン放送アナウンサーだった荘口彰久が音太（おんた）として出演していた。
徹底的に音楽にこだわり、オープニングの曲は日付が変わって放送解禁になった曲を直ちに流したり、コーナーで日付が変わって誕生日を迎えたミュージシャンを紹介していた。
なお、箱番組の『ぽっぷん王国ミュージックスタジアム』はそのまま荘口が担当していたが、ネット番組のためそのまま地方局に流すと前後の脈絡がなくなってしまうため、番組の最初と最後は差し替えられていた。
『キャイ〜ン天野ひろゆきのMEGAうま!ラジオバーガー』が最終回を迎えた日の放送では、天野が大泣きして番組が終わったのにつられて、荘口まで大泣きしたまま番組が始まると言うハプニングが起きた。
番組終了後の後番組は、先に11月から22時台で放送していた『ゲルゲットショッキングセンター』を24時台も延長した。

## 箱番組
- TOKIOナイトクラブ 長瀬くんと松岡くん （24:20 - 24:30）
- ぽっぷん王国ミュージックスタジアム （24:40 - 25:00）

※『伊集院光のOh!デカナイト』から継続
| ニッポン放送 24時台     | ニッポン放送 24時台            | ニッポン放送 24時台            |
| 前番組                  | 番組名                         | 次番組                         |
| ----------------------- | ------------------------------ | ------------------------------ |
| 伊集院光のOh!デカナイト | ミッドナイトミュージックダンク | ゲルゲットショッキングセンター |